# Page Motor Vehicle Company
Page Motor Vehicle Company war ein US-amerikanischer Hersteller von Automobilen.

## Unternehmensgeschichte
Das Unternehmen wurde 1905 in Providence in Rhode Island gegründet. Inhaber waren Arthur A. Page und Victor W. Page. 1906 begann die Produktion von Automobilen, konstruiert von J. H. McHardy. Der Markenname lautete Page. 1908 endete die Produktion. Insgesamt entstanden 25 Fahrzeuge.
Victor Page betrieb später die Victor Pagé Motors Corporation.

## Fahrzeuge
Das erste Modell hatte einen luftgekühlten Motor und Kardanantrieb. Der Zweizylindermotor mit OHV-Ventilsteuerung leistete 10 PS. Der Radstand des zweisitzigen Runabout betrug 213 cm. Die Fahrzeuge hatten Rechtslenkung. Der Neupreis betrug 750 US-Dollar.
1907 ergänzte ein größeres Modell das Sortiment. Der Vierzylindermotor leistete 20 PS. Der Radstand betrug 254 cm.